# Reggae rock
Reggae rock – podgatunek muzyki reggae fusion i rocka, który używa głównie gatunków reggae, rock i ska.

## Historia
Wywodzi się z Karaibów, gł. z Jamajki: elementy muzyki jamajskiej połączono z amerykańskim soulem i rhythm and bluesem, do tekstów piosenek wprowadzono tematykę społeczno-polityczną.
Reggae Rock zyskał popularność w latach 90. w Long Beach w Kalifornii dzięki muzyce zespołu Sublime.
Termin „reggae rock” został użyty do kategoryzacji zespołów takich jak The Police, 311, Sublime, Tomorrows Bad Seeds, Slightly Stoopid, P.O.D., Dżem.
Reggae rock ma swój podgatunek „reggae metal” został użyty do określenia zespołów, które łączą reggae rocka z heavy metalem, między innymi takich jak Skindred, Fear Nuttin Band, Dub War i Insolence.

## Główni artyści
- The Police
- 311
- Sublime
- Tomorrows Bad Seeds
- Slightly Stoopid
- P.O.D.
- Dżem